# Xã Jerusalem, Quận Lucas, Ohio
Xã Jerusalem (tiếng Anh: Jerusalem Township) là một xã thuộc quận Lucas, tiểu bang Ohio, Hoa Kỳ. Năm 2010, dân số của xã này là 3.109 người.